# 斉藤誠征
斉藤 誠征（さいとう まさのり、1969年2月5日 - ）は、東海テレビ放送 (THK) のアナウンサー。

## 来歴
栃木県出身。1992年に東海テレビに入社。同期に同局アナウンサーの松井美智子がいる。
森脇淳などとともに、スポーツ中継での実況を主に担当する。

## 担当番組
- スポーツ実況（プロ野球・中日ドラゴンズ戦、競馬、ラグビーなどのスポーツ中継）
  - 野球道 (フジテレビ系列)（全国ネット時のタイトル。ローカル中継では『DRAGONS BASEBALL L!VE（西暦）』）
  - 三重テレビナイター（三重テレビ）
  - J SPORTS STADIUM（J SPORTS、プロ野球中継が地上波の場合担当）
  - 東海ラジオガッツナイター - 東海テレビが実質的な筆頭株主である東海ラジオ放送との人材交流の一環。2023年から随時出演
- KEIBA BEAT
- FNN Live News days（ローカルパート）
- FNN Live News α（ローカルパート）
- FNN東海テレニュース
- めざましテレビ（ローカルパート）
- めざましどようび（ローカルパート）
- すぽると!（ローカルパート）
- ニュースONE（ナレーション）

## 出演経歴
- 三枝の情報生テレビ うわさのミミンバ! - リポーター
- ぴーかんテレビ - リポーター
- すくすくぽん! - ナレーター[1]
- DREAM競馬

### Locipo
- SKE48の名古屋4局のアナウンサーを8週連続で呼び出したった。（2020年12月11日）- ゲスト出演　　[2]

## 主な実況歴

### GIレース
- 高松宮記念（2004年〜2010年）
- チャンピオンズカップ（2014年〜2016年）

### その他
- 中日新聞杯（2001年・2002年・2006年）
- 中京記念（2004年・2007年・2025年）
- 金鯱賞（2001年・2003年・2018年〜2019年・2021年〜2024年）
- ファルコンステークス（1998年・2002年～2004年）
- CBC賞（2003年〜2004年）
- 愛知杯（2001年・2003年・2025年）
- 東海ステークス（2003年～2004年・2006年〜2009年・2017年・2021年）
- セントウルステークス（2024年）
- 神戸新聞杯（2006年・2021年〜2022年）
- シンザン記念 （2022年〜2023年）
- 日経新春杯（2023年）
- プロキオンステークス（2012年〜2015年・2025年）